# 工农乡 (铁力市)
工农乡，是中华人民共和国黑龙江省伊春市铁力市下辖的一个乡镇级行政单位。

## 行政区划
工农乡下辖以下地区：
新华村、兰河村、二屯村、新一村、新兴村、北斗村、新民村、树林村、五花村和北星村。